# Диего, Фернандо де
Фернандо де Диего де ла Роза (исп. Fernando de Diego de la Rosa; 2 ноября 1919, Гвадалахара — 1 июля 2005, Сарагоса) — испанский переводчик и филолог, занимавшийся переводом с английского и французского на испанский, а также переводом произведений испанской литературы на эсперанто. Почётный член Всемирной эсперанто-ассоциации, автор Большого испанского-эсперанто словаря. Проживал в Венесуэле и Польше, последние годы жизни провёл в Испании.

## Переводы на эсперанто с испанского
- Земля Альваргонсалеса (Антонио Мачадо, 1969)
- Цыганское романсеро (Федерико Гарсиа Лорка, 1971)
- Рифмы (Густаво Адольфо Беккер, 1972)
- Древо познания (Пио Бароха, 1973)
- Донья Барбара (Ромуло Гальегос, 1975)
- Хитроумный идальго Дон Кихот Ламанчский (Мигель де Сервантес, 1977; издано в полной версии Fundación Esperanto)
- Чугун (Энкарнасьон Ферре, 1983)
- Вертушки (Кастелао, 1983)
- Семья Паскуаля Дуарте (Камило Хосе Села, 1985)
- Сто лет одиночества (Габриэль Гарсия Маркес, 1992)
- Злой Карабель (Венсеслао Фернандес Флорес, 1993)
- Тиран Бандерас (Рамон Мария дель Валье-Инклан, 1993)
- Сельское хозяйство тропической зоны (Андрес Бельо, 1995)
- Двадцать стихотворений о любви и одна песнь отчаяния (Пабло Неруда, 1997)

### Иные переводы
- Astura bukedo, antología de obras de autores asturianos (произведения авторов Астурии, 1987)
- Sentempa simfonio, antología de poesías españolas de todos los tiempos (антология испанской поэзии, 1987)
- Сочинения Оноре де Бальзака, Ги де Мопассана (с французского); произведения Роберта Луиса Стивенсона, Эрнеста Хемингуэя и Джека Лондона (с английского)

### Книги
- Nuevo método de Esperanto para clases y autodidactas (1992)
- Gran Diccionario Español-Esperanto (2003)